# (6627) 1981 FT
(6627) 1981 FT là một tiểu hành tinh vành đai chính. Nó được phát hiện bởi Zdeňka Vávrová ở Đài thiên văn Kleť gần České Budějovice, Cộng hòa Séc, ngày 27 tháng 3 năm 1981.